# Vilhelm Valdemar Petersen
Vilhelm Valdemar Petersen (Copenaghen, 5 aprile 1830 – Frederiksberg, 3 luglio 1913) è stato un architetto danese.
Giovanissimo, studiò all'Accademia d'Arte e successivamente si formò in architettura sotto la guida di Gustav Friedrich Hetsch, del quale divenne assistente. Dopo essere stato insignito di alcuni riconoscimenti, visitò la Germania, la Francia, l'Olanda e l'Italia.
Accademico, si dedicò all'insegnamento e divenne architetto a servizio della casa reale.
In Italia partecipò ai concorsi per la facciata della cattedrale di Santa Maria del Fiore.
Nel concorso del 1861-1862 presentò una soluzione sobria, tricuspidale, che, assieme al progetto di Mariano Falcini, fu giudicata vincitrice virtuale del concorso.
Successivamente, durante il secondo concorso del 1863-1864, avanzò una proposta sensibilmente rivista, di tipo basilicale, la quale fu presentata anche nel terzo e definitivo concorso del 1865-1866. Pur non risultando vincitrice, la facciata pensata da Petersen influenzò notevolmente la genesi del prospetto di Emilio De Fabris.